# Homeomastax eduardoi
Homeomastax eduardoi är en insektsart som beskrevs av Mitzy Fernanda Porras och Alba Bentos-Pereira 2005. Homeomastax eduardoi ingår i släktet Homeomastax och familjen Eumastacidae. Inga underarter finns listade i Catalogue of Life.